# 銀霞
銀霞（英語：YinShia，1959年5月21日—），本名章家興，臺灣華語流行音樂歌手、演員、主持人。
他在1977年以演唱電影主題曲秋詩篇篇，在臺灣、新加坡、馬來西亞等地開始廣為人知。1979年，他的流行音樂演唱作品蘭花草和專輯《回答》，在臺灣等地的華語流行音樂市場大受歡迎，並成為校園民歌的代表之一。
他的華語流行音樂演唱代表作有秋詩篇篇、蘭花草、蝸牛與黃鸝鳥、你那好冷的小手、偶然、陽光和小雨、結、露珠、夢與詩、小秘密、問候歌、小語、我來彈你來唱、生命的旅者、相思樹、憶童年、怎麼能、西風的故鄉、民國六十六年在台北、日落北京城等。

## 生平

### 早年
他的父親章沛霖是中華民國國軍軍官，曾於中華民國駐日本大使館擔任駐外武官。 他的母親名叫張鳳，據稱曾在上海與李香蘭共事過，並活躍於當地。 他的姊姊是章家珍（藝名甄珍）。
他的祖父章鴻春於1913年即已被任命為陸軍步兵中尉，後歷任中華民國陸軍騎兵第十五旅旅長、中華民國陸軍騎兵學校校長、中華民國駐日本國大使館陸軍武官等。
在小學畢業後，他曾就讀於台北美國學校，並在校園同儕生活中萌生對歌唱的興趣。 後來，在灌錄了首張個人專輯唱片《秋詩篇篇》後，有電影業者一度慫恿他成為電影演員，但他的母親介入推辭該些邀約，並將他帶往美國就學。

### 演藝事業
1979年，他返回臺灣灌錄華語流行歌曲蘭花草，但隨即因父親驟逝於美國，再度趕回美國處理喪事。 蘭花草雖然沒有他本人參與宣傳廣告活動，但隨即成為當時最受臺灣社會歡迎的流行歌曲之一。
1980年，台視與TVB聯合製播除夕特別節目，台視推派他與香港方面的沈殿霞聯合主持。 在香港下榻旅館中，他的母親遇到作曲家左宏元，並被極力勸說允許他參與於電影演出。在母親同意下，他隨後中止學業，開始演出於電影《妳那好冷小手》（1980年），並擔任主題曲與插曲的演唱者。
他也曾在華視電視節目《勁運大觀》、廣播節目《銀霞時間》擔任主持人，並自1980年起，接續主持金鐘獎、金鼎獎、第28屆亞太影展、第26屆金馬獎等獎項的頒獎典禮。

### 個人生活
銀霞與母親一直相互扶持。母親是銀霞精神上和生活中最大依靠，也是她演藝事業上給她最多幫助的人。但2008年，她母親因被台北市宏恩綜合醫院王豐明醫師的醫療疏失耽誤病情過世。據悉，銀霞過度悲傷及思念母親而患憂鬱症。2011年1月22日《時報周刊》報導，銀霞認為台北地檢署刑事判決有不公正之處，極度受傷而足不出戶，也不和外界往來。2012年9月12日，台北地方法院判決宏恩綜合醫院及醫師確實有疏失，必須連帶賠償新台幣88萬餘元。原本決定次年復出，因接對方再上訴，復出計劃延後。2013年5月22日，雙方在高等法院協調達成和解。
長達六年訴訟，銀霞身心疲憊：據2015年8月15日《中國時報》刊載，銀霞因母親過世等因素，一直處於憂鬱悲傷狀態。據2014年她因台大醫院陳祈安醫師未依手術前的約定也未遵循醫療常規，所進行的微創手術嚴重疏失，使她在2017年復發，又動第3次重大手術，至今身心嚴重受創而無法復出工作。。

## 主持作品

### 電視節目
銀霞英語流利，氣質高雅、玉女形象無緋聞。亦曾在台視製作三次個人電視專輯《銀霞專輯》。
自1980年至1983年台灣電視公司（台視）除夕特別節目均由她主持，包括《明星大團圓》。
1986年在中華電視台（華視）綜藝節目《週末派》中，主持單元〈光鮮生活〉。
1987年在台視主持電視專輯《銀霞-單身貴族》。
1988年至1989年，在中華電視台與周華健主持《勁運大觀》。
1989年，中華電視台再度邀她與香港無綫電視的曾志偉搭檔主持除夕夜特別節目，在香港紅磡體育館錄製，跑遍香港電影片廠訪問巨星周潤發、成龍、劉德華等。主持完第26屆金馬獎她便逐漸淡出演藝圈。

### 頒獎典禮

#### 金鐘獎
1980年第15屆金鐘獎主持。

#### 亞太影展
1983年亞太影展主持。

#### 金鼎獎
1986年第11屆金鼎獎主持。

#### 亞太影展
1987年32屆亞太影展頒獎人。

#### 金馬獎
1989年主持第26屆金馬獎。

### 選美晚會
1987－1989年度主持國際佳樂小姐選美晚會，由華視實況轉播。

## 音樂作品

### 音樂專輯
| 年份   | 專輯名稱               | 發行公司/機構 | 語言 | 曲目 |
| 1977年 | 《秋詩篇篇》           | 海山唱片      | 國語 | 曲目 1. 秋詩篇篇 2. 你太神秘 3. 寄情 4. 你給我歡樂（劉家昌） 5. 愛無邊情無限 6. 約會時間 7. 情人橋畔 8. 秋詩篇篇（劉家昌） 9. 初戀時光 10. 晚禱 11. 向您問好 12. 往日 |
| 1977年 | 《台北66》             | 海山唱片      | 國語 | 曲目 1. 民國66年在台北（銀霞） 2. 大都市（尤雅） 3. 愛唱的小夜曲（劉家昌） 4. 愛的話（銀霞） 5. 民國66年在台北（小孩合唱） 6. 往事（銀霞） 7. 明年春天在台北（鳳飛飛） 8. 我的心願（銀霞） 9. 民國66年在台北（劉家昌） 10. 夢舞（銀霞） 11. 愛的展望（銀霞） 12. 愛唱的小夜曲(音樂) |
| 1977年 | 《日落北京城》         | 海山唱片      | 國語 | 曲目 1. 日落北京城 2. 愛慕 3. 你在戀著我 4. 秋的季節 5. 我的美好回憶 6. 你是我的榜樣 7. 我是天上的一顆星 8. 秋憶 9. 少女尋情 10. 我要飛翔 11. 美麗的生命 12. 我忘不了 |
| 1979年 | 《回答》（《蘭花草》） | 海山唱片      | 國語 | 曲目 1. 蝸牛與黃鸝鳥 2. 可愛的家鄉（旅行者和聲） 3. 銀色獨木船 4. 回顧 5. 偶然（旅行者和聲） 6. 我覺得驚奇 7. 蘭花草（旅行者和聲） 8. 回答（旅行者和聲） 9. 在這個時刻 10. 霞光、相思林（旅行者和聲） 11. 小語 12. 我願                                                             |
| 1980年 | 《西風的故鄉》         | 海山唱片      | 國語 | 曲目 1. 西風的故鄉 2. 花雨傘（旅行者和聲） 3. 怎麼能 4. 回去西風的故鄉 5. 愛人莫遲疑 6. 雨滴 7. 青蛙的婚禮（旅行者和聲） 8. 問候歌 9. 雨中行 10. 野風的家（旅行者和聲） 11. 輕風細雨 12. 我愛老爺車                                                                                 |
| 1980年 | 《妳那好冷的小手》     | 海山唱片      | 國語 | 曲目 1. 你那好冷的小手 2. 五月薔薇花兒開 3. 小秘密 4. 石縫中的小花 5. 搖搖搖 6. 陽光和小雨 7. 憶童年 8. 生命的旅者 9. 我來彈你來唱 10. 相思樹 11. 露珠 |
| 1981年 | 《雲知道你是誰》       | 海山唱片      | 國語 | 曲目 1. 雲知道你是誰 2. 快樂的歌 3. 歸情 4. 大街小巷 5. 整個的縈繞著你 6. 公路 7. 唱給你的歌 8. 一首歌兒一個夢 9. 校園的鐘聲 10. 夢與詩 11. 你總在我心窩 12. 十個人十個球 |
| 1981年 | 《期待》               | 海山唱片      | 國語 | 曲目 1. 一朵小花滿身泥 2. 泥濘中的小花 3. 為何 4. 第二次一對一 5. 今夜 6. 老漁翁 7. 期待 8. 奔放的旋律 9. 問吉他 10. 夢中小徑 11. 現代小姐 12. 圈圈歌 |
| 1982年 | 《結‧Say Yes My Boy》   | 海山唱片      | 國語 | 曲目 1. 結 2. 為什麼 3. 那一年我十七歲 4. 夏影‧秋夢 5. 夢裡找尋你 6. You Are The Sunshine Of My Life 7. Say Yes My Boy 8. Crying In The Storm 9. Oh ! Carol 10. Killing Me Softly With His Song 11. What Will Be Will Be 12. Do You Know Where You're Going To                      |
| 1983年 | 《愛迷惑我》           | 海山唱片      | 國語 | 曲目 1. 愛迷惑我 2. 我住小樓中 3. 訴 4. 心會 5. 尋一朵浪花 6. 為什麼春天要遲到 7. 喝不完的茶 8. 追尋 9. 春雨戀 10. 我願水長流 11. 禱告 12. 第一次接觸 |
| 1984年 | 《昨夜沒有留下夢》     | 東尼機構      | 國語 | 曲目 1. 昨夜沒有留下夢 2. 愛的喜悅 3. 雨滴 4. 奈何 5. 愛的眼神 6. 舞在夢幻裡 7. 別再傷害我的心 8. 狼煙 9. 秋憶 10. 有情的天空 11. 你的溫柔 12. 可愛的夢 |
| 1984年 | 《風鈴寄情》           | 東尼機構      | 國語 | 曲目 1. 風鈴寄情 2. 夢裡的你 3. 泡沫情懷 4. 星星的夢 5. 真 6. 問號 7. 紅色的唇印 8. 莫遲疑 9. 愛的小雨絲 10. 寂寞 |
| 1986年 | 《單身貴族》           | 銀河唱片      | 國語 | 曲目 1. 隨想 2. 單身貴族 3. 暗戀 4. 下班 5. 聽我細訴 6. 分手之後 7. 鏡中少女 8. 踏沙的季節 9. 請你相信 10. 濃濃愁緒 |

## 演出作品

### 電影
| 年代 | 片名               | 角色 |
| 1980 | 《你那好冷的小手》 |      |
| 1981 | 《雲知道妳是誰》   |      |
| 1981 | 《瘋狂世界》       |      |
| 1981 | 《江湖小浪子》     |      |
| 1981 | 《第二次一對一》   |      |
| 1981 | 《摩登女生》       |      |
| 1982 | 《第二次偶然》     |      |
| 1982 | 《霹靂大妞》       |      |
| 1982 | 《神勇女煞星》     |      |
| 1982 | 《瘋狂少女營》     |      |
| 1983 | 《金門女兵》       |      |
| 1984 | 《寒江秋水》       |      |
| 1984 | 《洪隊長》         |      |
| 1984 | 《獵豔高手》       |      |

## 廣告代言
- 佳麗寶化妝品（1981）
- JoJoBa洗髮精（1982）
- JoJoBa洗髮精（1986）
- 上海商業儲蓄銀行（1992）

## 外部連結
- 銀霞在香港影庫上的簡介
- 銀霞在豆瓣上的资料（简体中文）
- 銀霞在时光网上的簡介（简体中文）
- 中文電影資料庫─銀霞 （页面存档备份，存于）
- 銀霞臉書粉絲專頁 （页面存档备份，存于）